# Dokleati
Dokleati (latinski: Docleates) su bili pripadnici ilirskog plemena koje je živjelo u susjedstvu Labeata, ali se ne zna točno razgraničenje, osim da je to bilo u području između grada Duklje (orig. Doclea) i Meduna (Meteon), neznatno udaljenih mjesta u današnjoj Crnoj Gori.
Ranije su Dokleati bili u sastavu ardijejskog plemenskog saveza, no poslije rimskog osvajanja su ojačali i postaju brojnije i značajnije pleme od Ardijejaca. Plinija spominje s 33 dekurije u okviru Neronskoga konventa, dok se Ardijejci spominju sa samo dvadeset dekurija. 
Antički grad Doclea (danas ostaci Duklje, kod Podgorice, Crna Gora) ukazuje na geografski položaj ovog plemena. Oblast Dokleata se prostirala na zapad, preko današnjeg Nikšića. Među Dokleatima se, još za vrijeme Gencijeve vladavine u prvoj polovini 2. stoljeća pr. Kr., spominje ugledan rod Epikadi. Na mjestu antičkog kaštela Saltua (oblast Banjana, u Crnoj Gori) spominje se na jednom natpisu prvak Dokleata, Gaj (Caius Epicadi filius principes civitatis Docleatium). Kod ovog plemena je bila važna uloga stočarstva, a nadaleko čuveni sir izvozio se u Rim.
Dokleati su, kako se vjeruje, poglavito asimilirani od slavenskih doseljenika koji su od njih prihvatili etnonim u slaveniziranoj formi - Dukljani.

## Vanjske poveznice
- Natpis na dokleatskom grobu u Vilusima